# Цереквиця-Нова
Цереквиця-Нова (пол. Cerekwica Nowa) — село в Польщі, у гміні Ярачево Яроцинського повіту Великопольського воєводства.
Населення — 197 осіб (2011).
У 1975-1998 роках село належало до Каліського воєводства.

## Демографія
Демографічна структура станом на 31 березня 2011 року:
|          | Загалом | Допрацездатний вік | Працездатний вік | Постпрацездатний вік |
| -------- | ------- | ------------------ | ---------------- | -------------------- |
| Чоловіки | 73      | 14                 | 53               | 6                    |
| Жінки    | 124     | 44                 | 59               | 21                   |
| Разом    | 197     | 58                 | 112              | 27                   |